# منتخب غوادلوب تحت 17 سنة لكرة القدم
منتخب غوادلوب تحت 17 سنة لكرة القدم (بالفرنسية: Équipe de Guadeloupe des moins de 17 ans de football)‏ هو ممثل غوادلوب الرسمي في المنافسات الدولية في كرة القدم تحت 17 سنة
. هو منتخب مناطقي فرنسي يقع مقره في جزر غوادلوب ويشرف عليه اتحاد غوادلوب لكرة القدم وهو اتحاد فرعي عن الاتحاد الفرنسي لكرة القدم . منتخب جزر جوادلوب غير عضو بالاتحاد الدولي لكرة القدم وبالتالي لا يحق له المشاركة في بطولة كأس العالم ، أشهر اللاعبين الغوادلوبيين الذين شاركوا مع منتخب فرنسا هم تيري هنري ، سيلفان ويلتورد ، وليليان تورام الذين ساهموا في تتويجه ببطولة كأس العالم لكرة القدم 1998 . على الرغم من ذلك فإن منتخب جوادلوب عضو في اتحاد أمريكا الشمالية لكرة القدم.